# Gianluca Petecof
Gianluca Petecof, né le 14 novembre 2002 à São Paulo, est un pilote automobile brésilien. Ancien membre de la Ferrari Driver Academy, il est champion d'Europe de Formule Régionale en 2020.

## Biographie

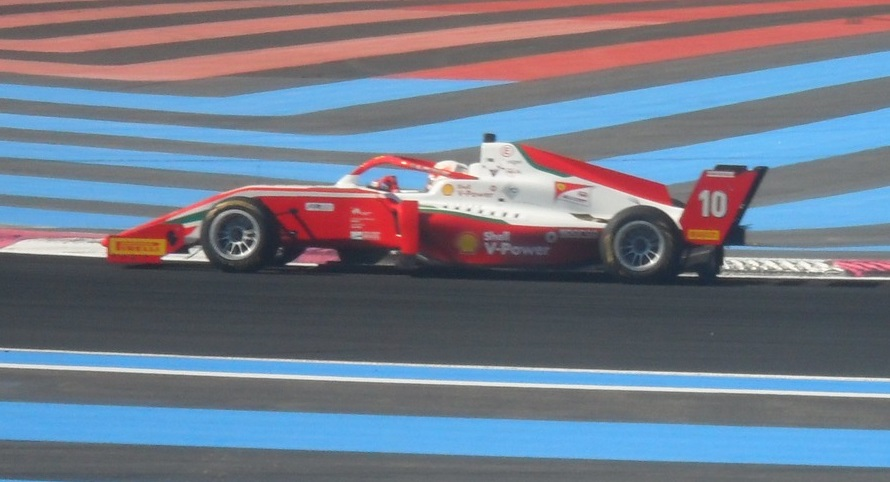
Gianluca Petecof en Formule Régionale Europe en 2020.

Après plusieurs années de karting sur la scène internationale, Gianluca Petecof rejoint la Ferrari Driver Academy en 2017. Grâce à Ferrari et le soutien du pétrolier Shell, il fait ses débuts en monoplace en 2018 au sein de la prestigieuse équipe Prema Powerteam, dans les championnats  allemand et italien de Formule 4. Il remporte sa première victoire en Italie et rempile pour une deuxième saison dans ces championnats. Durant la première moitié de saison, il se bat pour le titre en Italie face à Dennis Hauger, mais son irrégularité en deuxième moitié de saison l'éloigne totalement du titre, et il doit se contenter de la deuxième place finale, loin derrière le Norvégien.
Début 2020, il intègre le championnat d'Europe de Formule 3 régionale, toujours avec Prema Powerteam, en compagnie d'Arthur Leclerc. Dans la meilleure équipe du plateau, le Brésilien est sur dix des douze premiers podiums de la saison, pointant en tête du championnat devant Leclerc et Oliver Rasmussen . Cependant, malgré le soutien de Ferrari et de Shell, Petecof est limité par des problèmes de budget et redoute de ne pas être en mesure de participer au reste de la saison. Après avoir manqué plusieurs séances d'essais, cruciales pour les pilotes pour mieux appréhender la voiture et les circuits, Gianluca Petecof sécurise finalement son budget pour la saison 2020. La dernière partie de saison se révèle beaucoup plus mitigée pour Petecof, ne montant qu'à deux reprises sur le podium des neuf dernières courses : cependant l'écurie Prema est moins dominante, et ses coéquipiers Leclerc et Rasmussen ne peuvent rattraper leur retard, permettant à Gianluca Petecof d'être sacré champion.

## Résultats en compétition automobile
| Saison | Championnat                          | Écurie                | Courses | Victoires | Pole positions | Meilleurs tours | Podiums | Points | Classement |
| ------ | ------------------------------------ | --------------------- | ------- | --------- | -------------- | --------------- | ------- | ------ | ---------- |
| 2018   | Championnat d'Italie de Formule 4    | PREMA Theodore Racing | 18      | 1         | 0              | 1               | 5       | 186    | 4e         |
| 2018   | Championnat d'Allemagne de Formule 4 | PREMA Theodore Racing | 21      | 0         | 0              | 0               | 2       | 92     | 10e        |
| 2019   | Championnat d'Italie de Formule 4    | Prema Powerteam       | 21      | 4         | 2              | 2               | 8       | 233    | 2e         |
| 2019   | Championnat d'Allemagne de Formule 4 | Prema Powerteam       | 20      | 1         | 2              | 3               | 5       | 164    | 5e         |
| 2020   | Formule Régionale Europe             | Prema Racing          | 23      | 4         | 5              | 7               | 14      | 359    | Champion   |
| 2021   | Formule 2                            | Campos Racing         | 6       | 0         | 0              | 0               | 0       | 0      | 27e        |
| 2021   | Formule Régionale Europe             | KIC Motorsport        | 8       | 0         | 0              | 0               | 0       | 5      | 22e        |
| 2022   | Stock Car Brazil Series              | Full Time Sports      | 13      | 0         | 0              | 0               | 0       | 42     | 30e        |
| 2023   | Stock Car Brazil Series              | Full Time Sports      | 23      | 0         | 0              | 0               | 3       | 205    | 13e        |